# Ranunculus graniticola
Ranunculus graniticola är en ranunkelväxtart som beskrevs av Ronald Melville. Ranunculus graniticola ingår i släktet ranunkler, och familjen ranunkelväxter. Inga underarter finns listade i Catalogue of Life.